# Sapucaia do Sul
Sapucaia do Sul, amtlich portugiesisch Município de Sapucaia do Sul, ist eine Gemeinde im Bundesstaat Rio Grande do Sul im Süden Brasiliens. Sie liegt etwa 20 km nördlich von Porto Alegre und ist Teil der Metropolregion Porto Alegre. Die Einwohnerzahl wurde zum 1. Juli 2021 auf 142.508 Bewohner geschätzt, die Sapucaienser genannt werden und auf einer Gemeindefläche von rund 58,2 km² leben.

## Geographie
Benachbart sind die Orte Cachoeirinha, Esteio, Gravataí, Nova Santa Rita, Novo Hamburgo, Portão und São Leopoldo. 
Das Biom ist Mata Atlântica und Pampa.

## Geschichte
Ursprünglich war Sapucaia do Sul ein Distrikt des Munizips São Leopoldo. Durch das Lei Estadual n.º 4.203 vom 14. November 1961 wurde dem Ort Stadtrechte verliehen.

## Söhne und Töchter der Stadt
- Maurício da Silva Jardim (* 1969), römisch-katholischer Geistlicher, Bischof von Rondonópolis-Guiratinga
- Douglas Costa (* 1990), brasilianischer Fußballspieler